# تیلیکوم (نهنگ قاتل)
تیلیکوم (انگلیسی: Tilikum حدود نوامبر ۱۹۸۱–۶ ژانویه ۲۰۱۷) نام مستعار تیلی (انگلیسی: Tilly) یک نهنگ قاتل ۵ تنی بود. وی در سال ۱۹۸۳ در هافنارفیورذور در نزدیکی ریکیاویک ایسلند شکار شد؛ پس از یک سال به «سرزمین آبی پسیفیک» (Sealand of the Pacific) در ویکتوریا، بریتیش کلمبیا منتقل شد و متعاقباً در ۹ ژانویه ۱۹۹۲ به «دنیای آبی اورلاندو» (SeaWorld Orlando) در فلوریدا منتقل شد.
تیلیکوم مربی ۴۰ ساله خود، «دان برانچیو» را در ۲۴ فوریه ۲۰۱۰ در حین یک نمایش در فلوریدا کشت که باعث ایجاد موجی از خشم علیه شرکت صاحب نهنگ شد. تیلیکوم، موهای دان برانچیو را گرفته و به گوشه استخر پرتاب نمود. بازماندگان مقتول با شکایت علیه شرکت سی ورلد اعلام کردند مقصر اصلی شرکت است که ایمنی کارکنان خود را فراهم نکرده‌است. دادگاه پس از شنیدن اظهارات دو طرف شرکت مذکور را به پرداخت جریمه ۷۵ هزار دلاری محکوم نمود.
تیلیکوم در ۲۰ فوریه ۱۹۹۱ Keltie Byrne دانشجوی زیست‌شناسی دریایی و شناگر رقابتی (۲۱ ساله) را کشته بود و در ۶ ژوئیه ۱۹۹۹ پیکر بی‌جان Daniel P. Dukes ‏ ۲۷ ساله نیز بر پشت تیلیکوم پیدا شد.
تیلیکوم در اوایل صبح ۶ ژانویه ۲۰۱۷ در دنیای آبی فلوریدا در سن ۳۵ سالگی درگذشت.